# Минуарция звёздчатая
Минуа́рция звёздчатая (лат. Mcneíllia stelláta, ранее — Minuartia stellata) — вид цветковых растений рода Mcneillia, выделенного из состава рода Минуарция (Minuartia). 

## Ботаническое описание
Небольшие травянистые растения со стелющимися стеблями. Листья супротивные, треугольные или копьевидные, ярко-зелёные. Цветки мелкие, белые, с пятью лепестками и пятью чашелистиками. Цветки расположены поодиночке или собраны парами на концах стеблей. Короткие стебли расположены так плотно, что всё растение выглядит как зелёная подушка. Цветёт в июне-августе.